# Limonium album
Limonium album  es un planta perenne perteneciente a la familia de las plumbagináceas. 

## Descripción
Limonium album es una planta perenne, con pocos escapos, glabra. Las hojas basales con limbo de obovado a elíptico o a veces casi redondo, coriáceo, salpicado de blanco-azulado; pecíolo 1,5-3 mm de anchura, aproximadamente tan largo como el limbo. La inflorescencia  muy laxa. Espigas de 7-22 mm, de derechas a arqueadas, de erectas a patentes. Espiguillas 4,5-5 mm, 3-5 por cm, normalmente no contiguas, fácilmente caedizas después de la antesis, con 1-6 flores.  Pétalos  cuneiformes, blancos. Tiene un número de cromosomas  de 2n = 16.

## Distribución y hábitat
Se encuentra en taludes rocosos secos del interior; a una altitud de 300-500 metros en las montañas de los alrededores de la localidad española de Lorca (Región de Murcia).

## Taxonomía
Limonium album fue descrita por (Coincy) Sennen  y publicado en Diagn. Nouv. Pl. Espagne Maroc: 72 (1936)
Etimología
Limonium: nombre genérico que procede del griego leimon, que significa "pradera húmeda", aludiendo al hábitat de muchas de las especies del género.
album: epíteto latino que significa "blanco".
Sinonimia
- Statice alba Coincy in J. Bot. (Morot) 9: 334 (1895)